# Zespół dworski w Morawicy
Zespół dworski w Morawicy – znajdujący się w powiecie krakowskim, w gminie Liszki, w Morawicy.
Obiekt wraz z parkiem wpisany został do rejestru zabytków nieruchomych województwa małopolskiego.

## Historia
Dwór został wzniesiony w latach 30. XX wieku jako siedziba zarządcy folwarku. W 1855 roku właścicielem Morawicy był hr. Adam Potocki, następnie jego syn Artur Potocki. W okresie międzywojennym właścicielem majątku w był Adam Potocki (1896–1966). Krótko przed II wojną majątek kupili Andrzej i Maria Jaworowscy, który został im odebrany podczas reformy rolnej. Po II wojnie światowej w obiekcie mieszkało kilka rodzin, następnie mieściła się w nim szkoła rolnicza, potem Urząd Gminy. Obecnie w budynku jest Szkoła Podstawowa im. kpt. pil. Mieczysława Medweckiego.

## Architektura
Willa wybudowana w modnym wówczas stylu polskim, parterowa, nakryta wielopołaciowym dachem, z kolumnowym gankiem wspierającym balkon. Wejście oraz jedno okno umieszczone w niewielkiej wnęce. Od strony ogrodowej znajduje się ryzalit nakryty naczółkowym, okapowo wysuniętym przed elewacje fragmentem dachu.

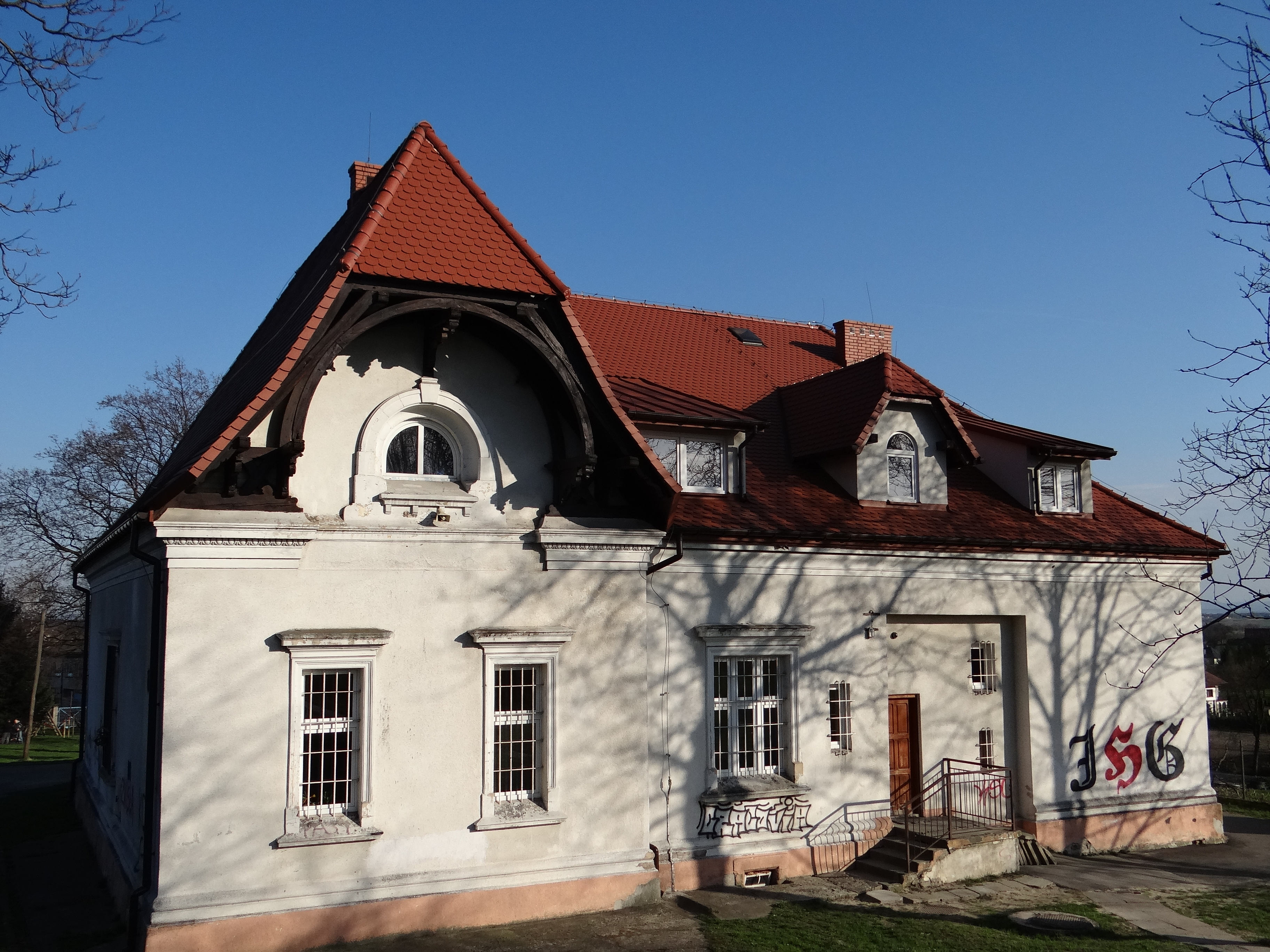
Dawny dwór w Morawicy z widocznym ryzalitem

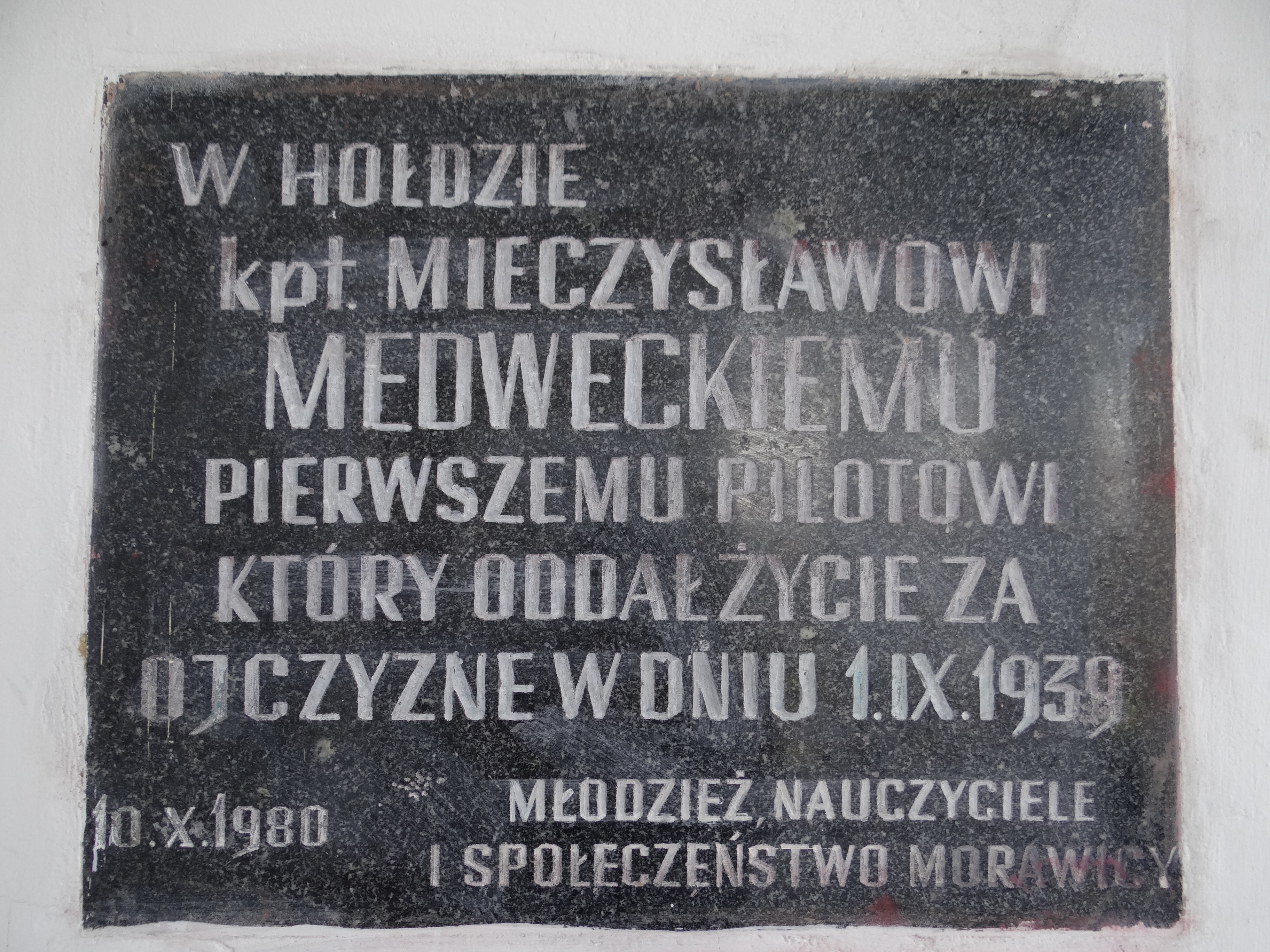
Tablica pamiątkowa umieszczona w ganku